# Isolepis carinata
Isolepis carinata là loài thực vật có hoa trong họ Cói. Loài này được Hook. & Arn. ex Torr. mô tả khoa học đầu tiên năm 1836.